# Casa Llorenç Montserrat
La casa Llorenç Montserrat és un edifici de Sitges (Garraf) inclòs a l'Inventari del Patrimoni Arquitectònic de Catalunya.

## Descripció
És un edifici entre mitgeres de planta baixa, pis i terrat a la catalana. La façana presenta composició simètrica i quatre obertures allindades. Les de la planta baixa són una finestra i la porta d'accés, i les del primer pis són balcons. Aquestes obertures apareixen emmarcades amb grans motllures esglaonades. L'edifici es corona amb una barana de maó calada. L'arrebossat de l'edifici imita carreus.
La col·locació del tendal pel restaurant de la planta baixa emmascara la visió de conjunt de l'edifici.

## Història
Segons la documentació conservada a l'Arxiu Històric Municipal de Sitges, la sol·licitud del permís per la construcció d'aquest edifici va ser presentada el 24 de novembre del 1915 per Llorenç Montserrat Ferrer, com a mandatari verbal d'Ignacio Balaustegui. El projecte, signat pel mestre d'obres Josep Graner, fou aprovat el dia 26 del mateix mes.